# Николаев, Василий Алексеевич
Васи́лий Алексе́евич Никола́ев (род. 7 января 1949) — советский и молдавский легкоатлет, специалист по бегу на длинные дистанции. Выступал на всесоюзном уровне в 1970-х годах, бронзовый призёр чемпионата СССР, действующий рекордсмен Молдавии в беге на 10 000 метров. Представлял Тирасполь и Кишинёв, Вооружённые силы. Впоследствии проявил себя на коммерческих шоссейных стартах в Европе.

## Биография
Василий Николаев родился 7 января 1949 года. Занимался лёгкой атлетикой в Тирасполе и Кишинёве, выступал за Молдавскую ССР и Вооружённые силы.
Впервые заявил о себе на всесоюзном уровне в сезоне 1974 года, когда в беге на 10 000 метров выступил на Кубке Правды в Москве — с результатом 28:45.4 закрыл десятку сильнейших.
В 1977 году в той же дисциплине занял 13-е место на Мемориале братьев Знаменских в Москве.
В 1978 году на Мемориале Знаменских в Вильнюсе финишировал седьмым в беге на 10 000 метров, установив при этом ныне действующий рекорд Молдавии — 28:16.09. Позднее также завоевал бронзовую награду на чемпионате СССР в Тбилиси.
В 1979 году бежал 10 000 метров на VII летней Спартакиаде народов СССР в Москве, занял седьмое место на Мемориале братьев Знаменских в Каунасе.
В 2000-х годах Николаев отметился несколькими успешными выступлениями на шоссейных коммерческих стартах в Европе. Так, в 2004 году в Стамбуле он установил рекорд Молдавии на дистанции 15 км (45:58), в 2006 году показал 11-й результат на Новосадском марафоне в Сербии (2:55:58), в 2009 году в швейцарской коммуне Каруж стал рекордсменом страны на дистанции 10 км (28:54.1).